# Ampelis (género de aves)
Ampelis es un género obsoleto de aves paseriformes creado por el naturalista sueco Carolus Linnaeus en 1766 para designar a varias especies hoy situadas en otros géneros:
- Bombycilla: Ampelis garrulus
- Xipholena: Ampelis pompadora
- Cotinga: Ampelis cotinga, A. maynana, A. cayana
- Phoenicircus: Ampelis carnifex

Y posteriormente por otros autores para designar diversas otras especies, hoy situadas en varios géneros y familias, como:
- Cotingidae: Ampelis nattererii, A. rubro-cristata, A. aureopectus, A. riefferii, A. arcuata, A. formosa, A. rufaxilla, A. averano, A. nudicollis, A. alba, A. maculatus, A. atro-purpurea, A. lamellipennis;
- Tityridae: Ampelis elegans, A. fusca, A. hypopyrra;
- Campephagidae: Ampelis phoenicea;
- Coraciidae: Ampelis garrula.

Es considerada un sinónimo de Bombycilla y también de Coracias, Querula y Xipholena.
El nombre del género deriva del griego «ampelis, ampelidos», ave mencionada por Aristófanes, no identificada; o entonces, como utilizada por Linnaeus, deriva del griego «ampelos»: vino, ya que el ave que encabezaba el género, Bombycilla garrulus, acostumbraba a visitar los viñedos.